# Saison 2 de Star Wars Rebels
Chronologie
Saison 1 Saison 3
La deuxième saison de Star Wars Rebels, série d'animation en 3D américaine, est constituée de vingt-deux épisodes. Créée par Simon Kinberg, Dave Filoni et Carrie Beck, la série se déroule entre l'épisode III, La Revanche des Sith, et l'épisode IV, Un nouvel espoir, de la série de films Star Wars.
À l'instar de la première saison, elle débute avec un double épisode, nommé Le Siège de Lothal, qui a été diffusé en avant-première le 18 avril 2015 lors de la Star Wars Celebration qui s'est déroulée à Anaheim. Par la suite, la diffusion débute sur Disney XD avec le double épisode, diffusé le 20 juin 2015, et se termine avec un autre double épisode, nommé La Chute de l'apprentie, le 30 mars 2016. En France, elle a été diffusée du 20 septembre 2015 au 24 avril 2016, également sur Disney XD.

## Synopsis
14 ans après l'épisode III et donc 5 ans avant l'épisode IV, la galaxie connaît une période sombre depuis que l'Empire galactique a étendu son emprise, Star Wars Rebels propose de découvrir une planète très, très lointaine occupée et contrôlée d'une main de fer par les Forces Impériales. Dans cet univers en plein chaos, quelques habitants s'allient et décident d'unir leurs forces pour lutter contre les Stormtroopers, combattants de l'Empire. À bord de leur vaisseau spatial, le Ghost, les 5 membres d'un équipage hétéroclite (en incluant le droïde) sont rejoints par un jeune homme possédant des qualités naturelles pouvant le conduire à devenir Jedi. Ils devront faire preuve de beaucoup d'ingéniosité, de persévérance et de courage pour vivre des aventures palpitantes mais risquées et affronter de nouveaux représentants du côté obscur de la Force pour devenir des héros.

## Distribution

### Principaux et récurrents
| Principaux - Taylor Gray (VF : Antoni Lo Presti ; VQ : Alexandre Bacon) : Ezra Bridger - Freddie Prinze Jr. (VF : Nicolas Matthys ; VQ : Pierre-Étienne Rouillard) : Kanan Jarrus - Steve Blum (VF : Olivier Cuvellier ; VQ : Denis Roy) : Zed Orrelios - Tiya Sircar (VF : Mélanie Dermont ; VQ : Claudia-Laurie Corbeil) : Sabine Wren - Vanessa Marshall (VF : Carole Baillien ; VQ : Rose-Maïté Erkoreka) : Hera Syndulla - C1-10P « Chopper » - Dee Bradley Baker (VF : Serge Biavan) : capitaine Rex - Ashley Eckstein (VF : Olivia Luccioni ; VQ : Julie Beauchemin) : Ahsoka Tano - James Earl Jones (VF : Philippe Catoire) : Dark Vador - David Oyelowo (VF : Laurent Van Wetter ; VQ : Alexandre Fortin) : agent Kallus - Steve Blum et Greg Weisman : les stormtroopers | Récurrents - Sarah Michelle Gellar (VF : France Bastoen) : la Septième Sœur - Philip Anthony-Rodriguez (en) (VF : Erwin Grünspan) : le Cinquième Frère - Dee Bradley Baker (VF : Franck Dacquin) : amiral Kassius Konstantine - Keone Young : commandant Jun Sato - Stephen Stanton (en) (VF : Pierre Laurent ; VQ : Jean-Luc Montminy) : Grand Moff Tarkin - Phil LaMarr (VF : Lionel Tua ; VQ : Paul Sarrasin) : Bail Organa - Stephen Stanton (en) (VQ : Jean-Luc Montminy): AP-5 - Matt Lanter (VF : Emmanuel Garijo) : Anakin Skywalker - Gina Torres : Ketsu Onyo - Dee Bradley Baker (VF : Serge Biavan) : Wolffe et Gregor - Jim Cummings (VF : Patrick Béthune) : Hondo Ohnaka - James Hong : Azmorigan (récurrence à travers les saisons) - Keith Szarabajka (VF : Pierre Bodson ; VQ : Sylvain Hétu) : Cikatro Vizago (récurrence à travers les saisons) |

### Invités
- Kath Soucie (VQ : Mélanie Laberge) : Maketh Tua (épisode 1)
- Billy Dee Williams (VF : Philippe Allard) : Lando Calrissian (épisode 1)
- Sam Witwer (2015 - anciennement) puis Ian McDiarmid (doublage en 2019) (VF : Georges Claisse) : Dark Sidious (épisode 2)
- Corey Burton : Quarrie (épisode 7)
- Derek Partridge (en) : amiral Brom Titus (épisode 9)
- Dee Bradley Baker : Ephraim Bridger (épisode 11)
- Kath Soucie : Mira Bridger (épisode 11)
- Clancy Brown : Ryder Azadi (épisodes 11 et 12)
- Julie Dolan (VF : Barbara Tissier) : princesse Leia Organa[5] (épisode 12)
- Liam O'Brien : lieutenant Yogar Lyste (épisode 12)
- Kevin McKidd : Fenn Rau (épisode 13)
- Grey DeLisle : Chava (épisode 14)
- Gary Anthony Williams : Gron (épisode 14)
- Fred Tatasciore : Yushyn (épisode 15)
- Robin Atkin Downes (VF : Patrick Donnay) : Cham Syndulla (épisode 16)
- Catherine Taber : Numa (épisode 16)
- Corey Burton : Gobi Glie (épisode 16)
- Jason Isaacs (VF : Jean-Marc Delhausse) : le Grand Inquisiteur (épisode 18)
- Frank Oz (VF : Daniel Kenigsberg) : Yoda (épisode 18)
- Nika Futterman : voix désincarnée (épisodes 21 et 22)
- Robbie Daymond (en) : le Huitième Frère (épisodes 21 et 22)
- Sam Witwer (VF : Marc Bretonnière) : Dark Maul[6] (épisodes 21 et 22)

 Source et légende : version française (VF) sur AlloDoublage et version québécoise (VQ) selon le carton de doublage de la fin du générique des épisodes.

## Production
Le 2 octobre 2014, avant même que le premier épisode de la série ne soit diffusé, Disney XD renouvelle la série pour une seconde saison. Les producteurs délégués et co-créateurs de la série Dave Filoni et Simon Kinberg continuent leurs rôles créatifs dans la série, tandis que le producteur délégué Greg Weisman quitte la série après la fin de la première saison et est remplacé par Henry Gilroy, le superviseur du scénario.
En décembre 2014, il est révélé que le double épisode ainsi que quelques aperçus de la saison 2 seront dévoilés en exclusivité à la prochaine Star Wars Celebration qui s'est déroulée du 16 avril 2015 au 19 avril 2015 à Anaheim, en Californie. Le 3 mars 2015, Sarah Michelle Gellar intègre le casting dans un rôle inconnu. Le même jour, plusieurs concept arts sont dévoilés.
Le 18 avril 2015, lors du panel dédié à la série à la Star Wars Celebration, le double épisode, intitulé The Siege of Lothal, y fut diffusé en avant-première et sera diffusé en été 2015 sur Disney XD. Par la suite, le reste de la saison sera diffusé à l'automne. Lors du panel, une première bande-annonce, trois extraits et plusieurs concept arts furent dévoilés. La bande-annonce révèle le retour d'Ahsoka Tano et de Dark Vador, tandis que de nouveaux personnages issus de Star Wars: The Clone Wars font leur entrée dans la série : le pirate Hondo Ohnaka et le capitaine Rex, accompagné de deux autres clones, Wolffe et Gregor. Le même jour, Sam Witwer est confirmé dans le rôle de Palpatine. Cette seconde saison comportera 22 épisodes de 22 minutes, contrairement à la première saison qui en comporte quinze.
Le 1er mai 2015, Disney XD annonce que le double épisode, écrit par Henry Gilroy et réalisé par Bosco Ng et Brad Rau, sera diffusé le 20 juin 2015 aux États-Unis.
Le troisième épisode de cette seconde saison, intitulé The Lost Commanders et dont la diffusion est prévue en automne 2015, présentera le retour des soldats clones Rex, Wolffe et Gregor. Le 20 août 2015, il est annoncé que deux épisodes de la saison mettant en vedette le début des trois clones dans la série seront présentés lors du New York Comic Con le 8 octobre 2015. Une semaine plus tard, Disney XD annonce que la reprise de la saison débutera le 14 octobre 2015.
En janvier 2016, la bande-annonce de la deuxième partie de la saison dévoile de nombreux retour de personnages des films précédents et de la série Star Wars: The Clone Wars comme Dark Maul, Yoda et Cham Syndulla, le père d'Hera.

## Liste des épisodes

### Épisode 2:Le Siège de Lothal, deuxième partie
- États-Unis : 20 juin 2015 sur Disney XD[1]
- France :
  - 20 septembre 2015 sur Disney XD[19]
  - 19 décembre 2015 sur France 4

- États-Unis : 591 000 téléspectateurs[22] (première diffusion)

### Épisode 3:Les Commandants perdus
- États-Unis : 14 octobre 2015 sur Disney XD[1]
- France : 
  - 18 octobre 2015 sur Disney XD[19]
  - 7 mai 2016 sur France 4

- États-Unis : 461 000 téléspectateurs[24] (première diffusion)

Afin de se réfugier sur un système distant et grâce à la tête d'un ancien droïde tactique Séparatiste, Ahsoka envoie l'équipage du Ghost chercher un vieil ami dans le système Seelos. Le Ghost étant endommagé, Hera reste sur le vaisseau avec Chopper pour effectuer les réparations tandis que le reste de l'équipage part sur la planète à la recherche de l'ami d'Ahsoka. En chemin, le droïde tactique énonce les chiffres « 7-5-6-7 » à plusieurs reprises. L'équipage découvre un RT-TT (Renfort Tactique Tout-Terrain) modifié datant de la Guerre des Clones et Kanan commence à appréhender. L'équipage du Phantom débarque et se retrouve face à trois hommes. Kanan reconnaît ces hommes comme des soldats clones et allume son sabre laser tandis qu'un clone vise Kanan. Les chiffres s'avèrent être le matricule du capitaine Rex accompagné du commandant Wolffe et de Gregor. Rex rompt immédiatement le combat entre ses camarades et Kanan. Ezra mentionne qu'ils ont été envoyés à leur recherche par Ahsoka, dont Rex reconnaît le nom.
À l'intérieur du véhicule, Ezra tente de convaincre Rex à se joindre à leur lutte contre l'Empire. Rex refuse en déclarant que sa vie comme soldat est terminée. Kanan, qui se méfie des clones, veut acquérir des renseignements sur les emplacements où la flotte Rebelle pourrait se réfugier, mais Rex convainc l'équipage de rester. Wolffe exprime ses objections à aider les rebelles, Gregor invite donc l'équipage du Ghost à chasser un joppa en échange des renseignements. Après, Ezra, confus à propos de l'intransigeance de Kanan vers les clones, tente de convaincre celui-ci de faire confiance aux clones. Kanan raconte douloureusement les événements de l'Ordre 66, quand ses soldats clones se retournèrent brusquement contre lui et son maître mais qu'ils n'étaient pas maîtres de leurs mouvements à cause d'une puce implantée. Rex surprend la conversation et mentionne que tous les clones ont exécuté l'ordre mais que lui, Wolffe et Gregor ont retiré leurs puces cérébrales. Kanan contacte Hera et admet sa méfiance vis-à-vis des clones. Hera déclare alors que tous les clones ne sont pas mauvais, qu'ils ont sauvé des millions de vies, y compris la sienne.
- Le maillot que Gregor porte est orné du logo du restaurant Power Sliders où il a travaillé sur Abafar durant la Guerre des Clones[25].
- La séquence de pêche du joppa est un hommage au film Les Dents de la mer, réalisé par Steven Spielberg et sorti en 1975[25].

### Épisode 4:Les Reliques de l'Ancienne République
- États-Unis : 21 octobre 2015 sur Disney XD[1]
- France : 
  - 25 octobre 2015 sur Disney XD
  - 7 mai 2016 sur France 4

- États-Unis : 537 000 téléspectateurs[26] (première diffusion)

- Cet épisode marque la première apparition des TB-TT et de leurs pilotes dans la série[27]. La conception de ces véhicules est un hybride de designs des premières illustrations de Ralph McQuarrie et Joe Johnston pour L'Empire contre-attaque[27].
- Il s'agit aussi de la première apparition du Cinquième Frère. Le design de cet inquisiteur a été inspiré par un artwork inutilisé pour Le Réveil de la Force[27].

### Épisode 5:Toujours par deux ils vont
- États-Unis : 28 octobre 2015 sur Disney XD[1]
- France :
  - 1er novembre 2015 sur Disney XD
  - 8 mai 2016 sur France 4

- États-Unis : 540 000 téléspectateurs[28] (première diffusion)

Alors que Rex et Kanan prêchaient chacun pour leur école de discipline, Ezra, Zed et Sabine partirent à la recherche d'une ancienne station médicale de la République.
Sur place, l'endroit était sombre et bordélique. En outre, les rebelles n'étaient pas seuls puisque des droïdes sondes traînaient dans les couloirs. À bord du vaisseau impérial, Kallus fut averti du signal émis par la station, mais le Cinquième Frère décida de se charger lui-même du problème. Alors qu'ils étaient à la recherche de réserves, Ezra et ses amis reçurent un signal de Chopper, attaqué par les droïdes sondes. En rebroussant chemin, Sabine et l'apprenti Jedi tombèrent sur une nouvelle inquisitrice surnommée la Septième Sœur. Après quelques échanges de lames, Ezra fut capturé. Les inquisiteurs décidèrent alors de l'utiliser comme appât. Sabine retrouva Zed et tous deux tentèrent de tendre un piège au Cinquième Frère, mais celui-ci le déjoua et fit Sabine prisonnière. De son côté, Ezra était torturé par la sbire de Vador pour connaître la localisation de ses amis.
Livré à lui-même, Zed parvint à trouver les réserves et à récupérer Chopper. Puis il échafauda un plan pour libérer ses amis, en faisant croire aux inquisiteurs qu'une navette de la rébellion était en route. Arrivés au point de rendez-vous, les inquisiteurs subirent l'assaut de Zed, dans sa navette, ce qui permit à Sabine et Ezra de se déjouer de leur surveillance et d'entrer dans la navette. Les rebelles parvinrent finalement à s'échapper.
- La station spatiale médicale est fondée sur le même design vu dans Star Wars: The Clone Wars et du centre médical Kaliida Shoals dans la première saison de la série du même nom[29].
- La Septième Sœur est une Mirialan (comme Luminara Unduli et Barriss Offee), tandis que l'espèce du Cinquième Frère n'est pas encore révélée[29].

### Épisode 6:Les Frères du Broken Horn
- États-Unis : 4 novembre 2015 sur Disney XD[1]
- France : 
  - 8 novembre 2015 sur Disney XD
  - 8 mai 2016 sur France 4

- États-Unis : 551 000 téléspectateurs[30] (première diffusion)

Entraîné au tir par Rex, Ezra se montrait réticent à choisir entre la voie du Jedi et celle du soldat. Dans le même temps, l'équipage du Ghost fut contacté par le commandant Sato par rapport à la crise énergétique qu'endurait la planète glacée Rinn. Toute la troupe décida d'explorer Garel à la recherche de générateurs pour régler le problème.
Resté seul sur le vaisseau, Ezra reçut un message de détresse de Vizago. Le jeune apprenti décida de quitter la planète pour lui porter assistance. Arrivé sur place, Ezra rencontra le fameux pirate Hondo Ohnaka, auprès duquel il se fit passer pour Lando Calrissian. Hondo lui apprit que le propriétaire des lieux avait perdu ses droïdes et son vaisseau au Sabacc. Pris en grippe par un vaisseau impérial, les deux eurent tout juste le temps de passer en hyperespace. Ils conclurent ensuite un marché permettant à Ezra de récupérer deux générateurs présents dans le vaisseau.
Arrivés à la plateforme de commerce, Azmorigan démasqua rapidement les deux comparses et les captura. Prévenu par Ezra, Chopper débarqua rapidement pour leur porter secours et fit preuve d'un grand héroïsme. Ezra put sauver in extremis Hondo, alors en très mauvaise posture. De retour sur le vaisseau, Ezra découvrit que Vizago avait été fait prisonnier et décida de le libérer. Cela déboucha sur une altercation entre les trois protagonistes. Hondo parvint finalement à s'échapper à bord de la navette des rebelles, tandis qu'Ezra était expulsé du vaisseau dans une capsule.
- Le dos de la veste d'Hondo Ohnaka comporte le symbole de son ancien gang des pirates, symbole qui fut inclus sur un des drapeaux suspendus dans une scène de la troisième bande-annonce du Réveil de la Force[31].
- Azmorigan voyage dans un yacht de luxe SoroSuub dont le design fut d'abord développé par West End Games pour le premier jeu de rôle Star Wars afin de représenter le vaisseau Lady Luck de Lando Calrissian du roman de l'univers Légendes de Star Wars L'Héritier de l'Empire[31].

### Épisode 7:Le Faiseur d'ailes
- États-Unis : 11 novembre 2015 sur Disney XD[1]
- France : 
  - 15 novembre 2015 sur Disney XD
  - 14 mai 2016 sur France 4

- États-Unis : 554 000 téléspectateurs[32] (première diffusion)

Les rebelles – appelés à l'aide sur la planète Ibaar – tentèrent de détruire le blocus de l'Empire pour délivrer des provisions à une population criant famine. Mais cette première tentative se solda par un échec cuisant avec la destruction d'un transporteur, et les rebelles durent battre en retraite.
Tentant de trouver une solution pour casser le blocus, Rex indiqua à ses compagnons que Quarrie, ingénieur hostile à l'Empire, pourrait leur procurer un prototype de vaisseau pouvant percer les défenses impériales. Hera, Zed et Sabine se rendirent alors sur Shantipole, une planète inhospitalière. Après avoir atterri tant bien que mal sur une petite plateforme, ils firent la rencontre de Quarrie, qui leur montra son dernier bébé : le Blade Wing. D'abord réticent à laisser sa création aux mains des rebelles, le Mon Calamari se laissa finalement convaincre par Hera, qui lui raconta comment elle avait dû quitter sa famille pour devenir pilote et venir en aide aux plus démunis.
Parallèlement, le commandant de la flotte rebelle décida de mener la seconde attaque. Hera, qui se rendit compte de l’ingéniosité du vaisseau après l'avoir pris en main, parvint à rejoindre la bataille in extremis en associant les deux navettes (le Blade Wing étant dépourvu d'hyperdrive). Assistée par Sabine, Hera mena l'attaque et d'une frappe laser détruisit l'un des vaisseaux impériaux, créant une brèche dans le blocus. Ce mouvement permit à la flotte rebelle de s'engouffrer et de larguer les provisions à la population. Une nouvelle fois, Kanan et son équipage échappèrent à Kallus.
- Le droïde de Quarrie, BG-81, doit son nom au vétéran d'ILM Bill George, qui a conçu le vaisseau B-wing pour Le Retour du Jedi et dont la combinaison de couleurs de BG-81 correspond à une vieille photo de Bill George vêtu d'un tee-shirt à rayures bleues[33].
- Le Blade Wing, conçu par Quarrie, est un prototype du futur B-wing, vaisseau emblématique de l'Alliance Rebelle durant la Guerre Civile Galactique[34].

### Épisode 8:Retrouvailles
- États-Unis : 18 novembre 2015 sur Disney XD[1]
- France : 
  - 22 novembre 2015 sur Disney XD
  - 14 mai 2016 sur France 4

- États-Unis : 471 000 téléspectateurs[35] (première diffusion)

Accompagnée par Ezra et Chopper, Sabine fut chargée par Hera de retrouver un messager possédant des informations décisives pour la Rébellion.
Après plusieurs heures de recherches infructueuses au spatioport, Ezra tomba par hasard sur l'informateur en question : un droïde Gonk nommé EG-86. Mais les rebelles n'étaient pas les seuls intéressés par ces informations puisqu'une mystérieuse chasseuse de primes, Ketsu Onyo, fit son apparition. Elle se trouvait être une vieille connaissance de Sabine. À la suite de l'irruption de plusieurs Stormtroopers, ces retrouvailles occasionnèrent un premier affrontement au sol, avant que Sabine, Chopper et le messager puissent s'enfuir à bord d'un vaisseau. Une nouvelle altercation éclata dans l'espace, Ketsu endommageant l'hyperdrive du vaisseau contrôlé par Sabine. Après que Chopper a trafiqué le système d'attaque du vaisseau de la chasseuse de primes puis a été fait prisonnier, les deux anciennes amies se retrouvèrent sur la passerelle reliant leurs deux vaisseaux, pour un échange de droïdes.
L'irruption de l'Empire perturba ces discussions et força les deux femmes à collaborer ensemble. Piégeant le vaisseau de croisière d'explosifs, elles purent déjouer le rayon tracteur de l'Empire et s'enfuir à bord du Shadow Caster. Arrivée à l'avant-poste de Havoc, Sabine confia le droïde messager aux rebelles d'Alderaan et à R2-D2 en le chargeant de rassurer le sénateur Organa sur la réussite de la mission.

### Épisode 9:Le Commando
- États-Unis : 25 novembre 2015 sur Disney XD[1]
- France : 
  - 29 novembre 2015 sur Disney XD
  - 15 mai 2016 sur France 4

- États-Unis : 547 000 téléspectateurs[36] (première diffusion)

Alors qu'ils voyageaient en direction de leur prochaine mission, le commandant Sato et Ezra virent leur navette être éjectée de l'hyperespace par un mystérieux vaisseau et eurent juste le temps d'enregistrer un court message de détresse. L'équipage du Ghost reçut la transmission et après quelques échanges, Hera parvint à convaincre Kanan de porter secours aux prisonniers avec l'aide de Rex – dont il se méfiait toujours.
Capturés par l'Empire grâce à une nouvelle arme gravitationnelle, Ezra et Sato étaient envoyés en cellules. Habillés en Stormtroopers, Rex et Kanan arrivèrent dans la zone de l'incident. Grâce à son expertise en langage codé, Rex parvint à obtenir l'autorisation d'atterrir sur une plateforme impériale. Sur place, les deux partenaires réussirent tant bien que mal à se fondre dans la masse. De son côté, Ezra se libéra des Stormtroopers avec une facilité déconcertante. Tombant nez à nez avec Rex et Kanan, le jeune padawan paralysa ses deux amis en les confondant avec des soldats. Après ce malentendu, deux binômes se formèrent : Ezra et Chopper pour piéger le rayon tracteur, Rex et Kanan pour libérer Sato.
Tandis que Chopper et Ezra remplissaient leur part de la mission, Kanan et Rex parvinrent à libérer Sato. Mais ils affrontèrent rapidement des adversaires en surnombre. Prêt une nouvelle fois à se sacrifier, Rex permit à Kanan de s'enfuir. Capturé non sans s'être montré combatif, le clone sembla promis à une mort certaine, ayant refusé les compromissions proposées par l'officier impérial. Kanan alla une nouvelle fois à l'encontre de ses préjugés en sauvant Rex. Tous deux réussirent finalement à s'échapper dans une capsule et retrouvèrent quelques instants plus tard le vaisseau rebelle.

### Épisode 10:L'Avenir de la Force
- États-Unis : 2 décembre 2015 sur Disney XD[1]
- France : 
  - 6 décembre 2015 sur Disney XD
  - 15 mai 2016 sur France 4

- États-Unis : 490 000 téléspectateurs[38] (première diffusion)

Les inquisiteurs prirent d'assaut un transport civil en montrant un intérêt particulier pour une femme et un nourrisson. Sur Garel, Ahsoka vint à la rencontre de Kanan pour discuter de Vador et de ses sbires. Elle apprit au maître Jedi que les nouveaux inquisiteurs étaient chargés d'enlever certaines personnes. Ayant en leur possession deux jeux de coordonnées, ils décidèrent d'enquêter chacun de leur côté.
Arrivés sur la planète en question, les rebelles se séparèrent en deux groupes. Zed et Chopper étaient chargés de trouver les vaisseaux des inquisiteurs, tandis que Kanan et Ezra s'occuperaient de rallier les coordonnées. Dans le transport civil abandonné, Ahsoka apprit par la femme blessée que l'enfant avait été enlevé.
Après avoir trouvé les vaisseaux ennemis, Zed découvrit dans l'un d'entre eux l'enfant en question et décida de le libérer. Arrivés aux coordonnées, Ezra et Kanan apprirent auprès d'une mère que l'enfant recherché avait été confié à un droïde. Prévenu, Zed trouva peu après le droïde en question et récupéra le petit être. Finalement repéré, le Lasat fut vite pris en chasse par les inquisiteurs. Les trois rebelles se retrouvèrent quelques instants après dans un immeuble. Un répit de courte durée, les pleurs du nourrisson attirant l'attention des inquisiteurs, qui s'attaquèrent de nouveau au groupe. Ezra put s'enfuir avec le nourrisson mais laissa échapper une phrase sur la localisation des rebelles, qu'un droïde sonde se délecta d'enregistrer.
Après une course-poursuite de quelques minutes à travers la ville, tous les protagonistes se retrouvèrent aux portes du spatioport. Kanan et Ezra furent défaits très rapidement par les inquisiteurs, mais alors que tout semblait signer une défaite cinglante pour les rebelles, Ahsoka fit son apparition. Agile et expérimentée, la Jedi montra toute l'étendue de sa technique en battant tour à tour à plate couture le Cinquième Frère et la Septième Sœur. Et alors que les Stormtroopers affluaient vers elle, la Togruta parvint à s'échapper in extremis en attrapant en plein vol la navette rebelle.
- L'enfant capturé au début de l'épisode est nommé Alora, une référence à Élora Danan, le bébé dans le film Willow produit par Lucasfilm[39].
- Le spatioport de Takobo a un arc distinctif d'abord vu dans un artwork de Ralph McQuarrie pour le palais de Jabba le Hutt puis dans le film Le Réveil de la Force[39].
- Cet épisode reprend le même schéma que l'épisode Les Enfants de la Force de Star Wars: The Clone Wars, où, durant la Guerre des Clones, Ahsoka avait déjà déjoué avec son maître l'enlèvement des bébés sensibles à la Force, enlèvement que le futur Empereur Palpatine avait orchestré[40].

### Épisode 11:L'Héritage
- États-Unis : 9 décembre 2015 sur Disney XD[1]
- France : 
  - 13 décembre 2015 sur Disney XD
  - 15 mai 2016 sur France 4

- États-Unis : 549 000 téléspectateurs[41] (première diffusion)

Une vision comportant un Loth-chat et ses parents prisonniers parvint jusqu'à Ezra. L'apprenti Jedi alla prévenir Kanan et Hera, qui lui révélèrent qu'ils avaient déjà tenté en vain de les localiser.
Du côté de l'Empire, Kallus appuya les informations récoltées par les inquisiteurs et décida de déployer une flotte sur Garel pour traquer la Rébellion. De son côté, l'équipage du Ghost recevait du commandant Sato une liste anonymisée de prisonniers. Guidé par la Force, Ezra s'arrêta sur un individu nommé X-10, arrêté pour trahison sur Lothal. Apprenant que l'Empire avait stoppé son blocus de la planète, Ezra se montra résolu à y retourner. Les autres membres de l'équipage acceptèrent, à la condition de l'accompagner.
Découvrant que l'Empire avait débarqué sur Garel, les rebelles convinrent qu'il était temps de partir. Après avoir retrouvé Zed et Chopper en ville, Ezra et Kanan finirent encerclés par les troupes impériales. Animé par la colère, Ezra se précipita sur Kallus et ses soldats pour les mettre hors d'état de nuire. Cette colère redoubla à la vue des inquisiteurs. Alors qu'il se précipitait vers eux sans réfléchir, Kanan le protégea en fermant la porte. Pour le calmer, il lui apprit qu'il n'avait pas connu ses parents. Quelques instants plus tard, l'un des Destroyers utilisa son rayon tracteur pour capturer le vaisseau où se trouvaient Rex et le commandant Sato. Sabine et Hera choisirent de faire demi-tour pour les secourir, tandis que Kanan, Ezra et Chopper partaient pour Lothal.

### Épisode 12:Une princesse sur Lothal
- États-Unis : 20 janvier 2016 sur Disney XD[1]
- France : 
  - 7 février 2016 sur Disney XD[43]
  - 3 septembre 2016 sur France 4

- États-Unis : 601 000 téléspectateurs[44] (première diffusion)

Sur Lothal, Ryder Azadi, Kanan et Chopper discutent avec Hera de la venue de la sénatrice Leia Organa sur Lothal. En effet, grâce à son statut de sénateur, elle arrive à faire passer sa visite de soutien aux rebelles comme visite officielle. Derrière leur déguisement de Stormtroopers, Kanan et Ezra retrouvent Leia lors de son arrivée sur Lothal.
Toutefois, le lieutenant Lyste veut sécuriser au maximum la venue de la sénatrice d'Alderaan. Il place des verrous de sécurité pour les trois transports qu'elle a amenés, et deux TB-TT sont placés en renforts près des vaisseaux. Le plan de Leia, qui est de faire en sorte que les rebelles volent les vaisseaux, devient plus complexe que prévu. Une escarmouche éclate un peu plus loin, lorsque Ryder Azadi est emmené par les Stormtroopers afin d'être exécuté. Hera arrive en renfort à bord du Ghost. Leia est donc faussement prise en otage par Azadi tandis que Ezra et Kanan, toujours déguisés, font mine de combattre face à Hera et Zed.
- La tenue que la princesse Leia porte dans cet épisode est fondée sur un début de concept art de Ralph McQuarrie pour Un nouvel espoir[45].
- Les corvettes Hammerhead sont inspirées par des designs vus dans le jeu vidéo Star Wars: Knights of the Old Republic, sorti en 2003[45].

### Épisode 13:Duel entre Mandaloriens
- États-Unis : 27 janvier 2016 sur Disney XD[1]
- France : 
  - 14 février 2016 sur Disney XD
  - 3 septembre 2016 sur France 4

- États-Unis : 489 000 téléspectateurs[46] (première diffusion)

L'équipage du Ghost, en compagnie de Sato et Rex, recherche une nouvelle route hyperspatiale pour accéder au secteur de Lothal. Sabine parle alors de Concord Dawn, une colonie mandalorienne qui n'est pas encore sous le contrôle de l'Empire. En compagnie de l'Escadron Phoenix, les rebelles se rendent sur Concord Dawn mais se retrouvent rapidement face à Fenn Rau, qui fait partie de l'organisation des Protecteurs de Concord Dawn. Alors qu'Hera lui annonce qu'elle parle au nom de la Rébellion, Fenn Rau met un terme à la conversation et ouvre le feu sur l'escadron.
Hera et Sabine arrivent à quitter les lieux in extremis, mais le vaisseau d'Hera est sérieusement touché et elle n'en sort pas indemne. Sabine décide d'y retourner afin que Fenn Rau réponde de ses actes et un nouveau plan est mis en place. Kanan prend le Phantom avec Chopper et Sabine et souhaite discuter avec les Mandaloriens pour qu'ils rejoignent la Rébellion. Ils réussissent à s'infiltrer sur la troisième lune de Concord Dawn, là où se situe la base des Protecteurs, et prennent en flagrant délit un échange de crédits entre Fenn Rau et un officier impérial.
À partir de là, Kanan propose à Sabine un plan : il tente de recruter Fenn Rau et ses hommes, et si ça ne marche pas, elle pourra faire exploser tous les vaisseaux de la base des Protecteurs. Kanan trouve rapidement Rau et tous les deux discutent de leur passé commun, en se remémorant la troisième bataille de Mygeeto pendant la Guerre des Clones, lorsque Rau a sauvé la vie de Kanan.
- L'existence de la planète Concord Dawn a premièrement été établie dans l'univers Légendes. Elle est par la suite apparue dans l'animation avec Star Wars: The Clone Wars quand Rako Hardeen (alias Obi-Wan Kenobi lors d'une mission sous couverture) prétend être originaire de cette planète[47].
- Le superviseur de la réalisation, Dave Filoni, a nommé le personnage de Fenn Rau en référence au réalisateur de l'épisode : Brad Rau. De plus, Fenn Rau a déjà été aperçu dans un numéro de la bande dessinée Star Wars : Kanan - Le Dernier Padawan, qui met en scène la troisième bataille de Mygeeto[47].

### Épisode 14:La Légende des Lasats
- États-Unis : 3 février 2016 sur Disney XD[1]
- France : 
  - 21 février 2016 sur Disney XD
  - 3 septembre 2016 sur France 4

- États-Unis : 565 000 téléspectateurs[48] (première diffusion)

Les rebelles se rendent à un avant-poste impérial afin de sauver des réfugiés Lasats. Zed est surpris de voir deux êtres de son espèce encore vivants, alors qu'il pensait qu'il était le dernier Lasat à être en vie. Rapidement, les deux Lasats, nommés Chava et Gron, sont sauvés et reconnaissent immédiatement Zed, "le capitaine Orrelios". Les rebelles décident alors de ramener ces Lasats à Lira San, un endroit devenu leur nouveau foyer et qui était mentionné dans les prophéties anciennes. Cependant, les impériaux décident de contre-attaquer et les rebelles doivent rapidement prendre la fuite avec les deux Lasats.
- La musique dans cet épisode est inspirée du travail du compositeur Philip Glass[49].
- Chava nomme sa croyance « Ashla », qui est en fait une référence à Ahsoka Tano lors du début du développement du personnage où son prénom était Ashla[49].
- Le titre d'origine pour cet épisode était Legacy of the Lasat, il fut changé quand l'épisode 11 de cette saison a été rebaptisé Legacy[49].
- Dans le script, Gron clarifie la raison pour laquelle les Lasats sont chassés par l'Empire : « Nous sommes la preuve de leur crime sur Lasan. Pour masquer l'héritage de leur mal, ils veulent anéantir notre espèce de la galaxie pour toujours »[49].

### Épisode 15:L'Appel
- États-Unis : 10 février 2016 sur Disney XD[1]
- France : 
  - 28 février 2016 sur Disney XD
  - 10 septembre 2016 sur France 4

- États-Unis : 597 000 téléspectateurs[50] (première diffusion)

Le Ghost part en mission afin de récupérer du carburant pour la Rébellion. Leur objectif est de se rendre dans une raffinerie impériale située dans l'espace profond. Mais Ezra est perturbé par des bruits sourds, que seul lui perçoit. Rapidement, il trouve une réponse à sa question : il s'agit des Purrgils, des créatures de l'espace géantes. Très limités en carburant, les rebelles du Ghost décident de suivre les créatures prudemment. Mais rapidement, des chasseurs TIE modifiés appartenant à la Guilde minière se présentent à eux et engagent le combat. Ils sont rapidement détruits par Ezra et Kanan et après avoir tracé leur origine, Sabine se rend compte qu'ils viennent de là où les Purrgils se dirigent.

### Épisode 16:Retour au bercail
- États-Unis : 17 février 2016 sur Disney XD[1]
- France : 
  - 6 mars 2016 sur Disney XD[52]
  - 10 septembre 2016 sur France 4

- États-Unis : 513 000 téléspectateurs[53] (première diffusion)

L'Escadron Phoenix est aux prises avec les impériaux au beau milieu de l'espace. Malgré quelques pertes, la majorité des vaisseaux arrivent à passer en hyperespace. Se rendant compte qu'il est nécessaire d'avoir des vaisseaux capables de transporter les chasseurs, le commandant Sato propose de voler un vaisseau impérial qui leur serait utile et qui se trouve en orbite de Ryloth. Hera doit donc contacter son père, Cham, qui combat l'Empire sur Ryloth. Une rencontre a donc lieu et Cham, accompagné par Gobi et Numa, participe au briefing des rebelles. Mais rapidement, Cham s'oppose au plan des rebelles, qui est de récupérer un vaisseau impérial. Lui, il veut le détruire, mais Hera s'interpose et il accepte finalement de participer à la bataille en suivant les ordres.
Les A-Wings font le travail et le plan fonctionne à merveille. Seulement, Cham retourne sa veste et double les rebelles. Tous les rebelles du Ghost sont assommés et Cham prend de l'avance afin de mettre son plan à exécution : détruire le vaisseau impérial. Mais les rebelles n'ont pas dit leur dernier mot et rapidement, ils arrivent sur le pont pour prendre possession du vaisseau. Mais Cham Syndulla n'en démord pas : le vaisseau sera détruit, quitte à utiliser la force pour mettre hors de son chemin les amis de sa propre fille. Finalement, c'est cette dernière qui arrive à convaincre son père en lui disant que seule, Ryloth ne pourra vaincre l'Empire.

### Épisode 17:À la loyale
- États-Unis : 24 février 2016 sur Disney XD[1]
- France : 
  - 13 mars 2016 sur Disney XD[54]
  - 10 septembre 2016 sur France 4

- États-Unis : 562 000 téléspectateurs[55] (première diffusion)

L'équipage du Ghost arrive près de Géonosis et tombe sur un chantier naval qui semble désert. Ils décident alors de se rapprocher d'un énorme module de construction afin de rechercher des données pouvant leur donner un indice sur ce qui se trouvait là auparavant. Mais comme le pensait Zed, c'est un piège, et l'agent Kallus apparaît pour combattre les rebelles. L'équipage réussit à prendre la fuite et se dirige vers le Ghost, hormis Zed, qui combat en duel Kallus. Zed tente alors de prendre la fuite à bord d'un module de sauvetage, mais l'agent du BSI ne le lâche pas d'une semelle et tous deux se retrouvent coincés dans le module et se crashent sur Bahryn, une lune proche de Géonosis.
Coincés tous les deux sur cette lune glacée, Zed est sur le point de tuer Kallus lorsqu'il s'aperçoit que ce dernier a la jambe cassée. Son sens de l'honneur prenant le dessus, il préfère se battre à la loyale et laisse Kallus en vie. Kallus lui assure que l'Empire va arriver et le capturer, tandis que Zed pense que ses amis arriveront les premiers. Le Lasat décide de réparer un transpondeur afin de pouvoir contacter ses amis, tandis qu'ils discutent tous les deux de la Rébellion et de l'Empire.
Mais ils sont tous deux interrompus par un bonzami, une créature gigantesque et menaçante. De manière inattendue, les deux ennemis de toujours prennent chacun leur arme et font fuir l'animal. Mais ils savent que ce répit ne sera que de courte durée et décident de travailler ensemble afin de grimper et de briser la glace pour que le signal du transpondeur puisse passer. Mais deux bonzamis surgissent et s'attaquent à eux. Zed réussit à sauver Kallus in extremis, qui lui rend la pareille quelques secondes plus tard en tirant sur un bonzami menaçant.
- Le script précise que l'agent Kallus a été sauvé par un commerçant indépendant qui a intercepté son appel de détresse, et que l'Empire aurait perdu son temps en cherchant un agent manquant, ce qui démontre la froideur et la nature inhumaine de l'Empire[56].
- Les sphères de construction impériales sont inspirées des premiers artwork de Ralph McQuarrie pour Revenge of the Jedi (ancien nom VO de l'épisode VI) représentant une ceinture de plusieurs Étoiles de la mort[56].

### Épisode 18:Au cœur des ténèbres
- États-Unis : 2 mars 2016 sur Disney XD[1]
- France : 
  - 20 mars 2016 sur Disney XD[57]
  - 17 septembre 2016 sur France 4

- États-Unis : 678 000 téléspectateurs[58] (première diffusion)

Les rebelles tentent désespérément d'établir une base, et Kanan et Ezra commencent par Oosalon. Malheureusement, les inquisiteurs les y attendent et un combat entre eux a lieu. Grâce aux tibidees, présents en masse sur la planète, le duo rebelle arrive à prendre la fuite. Ezra retrouve alors Ahsoka, qui est en train de regarder un hologramme d'Anakin. Tous deux discutent de ce dernier mais Kanan les interrompt : il faut trouver la solution face à ces deux inquisiteurs qui les traquent sans cesse. Kanan décide alors de se rendre au temple Jedi de Lothal avec Ahsoka et Ezra afin de trouver de l'aide auprès de Yoda ou même d'Obi-Wan Kenobi.
Kanan se rend le premier dans une pièce du temple, voyant une ouverture qu'il est le seul à distinguer. Le Jedi fait face à une illusion qui représente un Garde du Temple et un combat commence. Cette vision le met en garde quant à Ezra et son futur, tandis que de l'autre côté de la pièce, Ahsoka discute avec Ezra de Yoda. Le jeune homme a alors une vision dans laquelle apparaît Yoda. De son côté, Ahsoka entend la voix d'Anakin, qui le questionne sur son départ du temple Jedi et qui se transforme en Dark Vador. Mais une nouvelle fois, les inquisiteurs ne sont pas loin et retrouvent le temple Jedi sur Lothal. Finalement, Kanan est adoubé par les illusions qu'il a combattues, et devient "officiellement" chevalier Jedi. Concernant Ezra et la vision de Yoda, ce dernier lui donne une dernière indication : se rendre sur Malachor. Finalement, les trois rebelles arrivent à prendre la fuite car les inquisiteurs ont été arrêtés par les illusions des gardes du temple et leur lumière, plus forte que la noirceur du côté obscur.
- La planète au début de l'épisode est nommée Oosalon dans le script[59].
- Anakin Skywalker porte une tenue d'entraînement inédite durant la projection de l'holocron[59].

### Épisode 19:Mon ami le droïde
- États-Unis : 16 mars 2016 sur Disney XD[1]
- France : 
  - 10 avril 2016 sur Disney XD[60]
  - 17 septembre 2016 sur France 4

- États-Unis : 569 000 téléspectateurs[61] (première diffusion)

Toujours à la recherche d'une base, les rebelles discutent des sites possibles. Mais encore une fois, ils doivent s'approvisionner en carburant en prévision des différentes visites. C'est sur la Base Horizon que le vol aura lieu. Mais Chopper a la tête ailleurs et s'intéresse plus à du matériel de remplacement pour lui-même que le carburant. Alors que les rebelles ont rempli leur mission, ils quittent la base impériale, sans savoir que Chopper a quitté le Ghost. Le droïde n'a d'autre choix que de se cacher dans un cargo impérial pour échapper aux impériaux.
Chopper fait alors la connaissance d'un autre droïde, nommé AP-5. Ils deviennent rapidement amis, bien que l'un serve l'Empire, et l'autre la Rébellion. C'est même Chopper qui retire le boulon de restriction du droïde impérial, ce qui le rend libre de tout mouvement. Ils mettent en place un plan simple : attirer tous les membres du personnel dans une pièce de déchargement et les enfermer. Réussissant à merveille leur plan, les deux droïdes prennent les commandes du cargo impérial et Chopper décide de se rendre aux coordonnées de la flotte rebelle. Mais cette dernière est en plein combat contre la flotte impériale, et Hera demande à Chopper de lui indiquer des coordonnées sûres afin qu'ils puissent fuir le combat qui tourne en faveur des impériaux. AP-5 s'en occupe et transmet les coordonnées d'un système sûr juste à temps, avant d'être abattu par l'officier impérial encore présent à bord.

### Épisode 20:La Base mystérieuse
- États-Unis : 23 mars 2016 sur Disney XD[1]
- France : 
  - 17 avril 2016 sur Disney XD
  - 17 septembre 2016 sur France 4

- États-Unis : 527 000 téléspectateurs[63] (première diffusion)

Tandis que le Ghost se dirige vers sa nouvelle base, Kanan et Ezra s'entraînent à bord du vaisseau. En plus de s'entraîner tous les deux au sabre laser, Kanan en profite pour donner quelques leçons à son padawan. Une fois arrivé sur les lieux, Rex briefe l'équipage et fait un état des lieux de l'endroit qui servira désormais de base aux rebelles. Mais alors qu'une rebelle nommée Dicer participe à l'installation, elle se fait attaquer par une mystérieuse créature : une araignée Krykna ! Alertés sur le fait que Dicer ne répond plus, Sabine et Rex partent à sa recherche. Mais tous les deux se font aussi surprendre par la créature et Rex est porté disparu.
L'équipage du Ghost se met alors à sa recherche et se retrouve dans une grotte. Kanan et Ezra se séparent tous deux du groupe et se retrouvent face à une araignée. Plutôt que de l'attaquer, Ezra désire se connecter à la créature, comme il le fait depuis déjà plusieurs semaines avec d'autres. Mais cette fois-ci il n'y arrive pas et la créature s'approche dangereusement. L'équipage retrouve Rex en premier tandis que Kanan et Ezra les rejoignent. Une fois arrivés dehors, ils retrouvent le Ghost englué dans les toiles des araignées. Ils se rendent vite compte que ces créatures ont peur des senseurs marquant la limite de la base à cause des ondes qu'elles provoquent. Rex émet alors ses doutes quant à cette nouvelle base, mais Hera ne compte pas l'abandonner à cause de ces créatures.
- La scène d'ouverture avec Kanan et Ezra montre leurs sabres laser en mode d'entraînement. Ce mode produit un son différent et pique lors d'un contact mais ne coupe pas[64].
- Zeb appelle les créatures qui l'embêtent « Bogan ». Cela fait référence à l'un des premiers mots utilisés dans les scripts de Star Wars pour décrire le côté obscur[64].
- Les araignées, nommées Kryknas, sont fondées sur un artwork de Ralph McQuarrie où d'énormes arachnides sont dans les marais de Dagobah[64].

### Épisode 21:La Chute de l'apprentie, première partie
- États-Unis : 30 mars 2016 sur Disney XD[1]
- France : 
  - 24 avril 2016 sur Disney XD[65]
  - 24 septembre 2016 sur France 4

- États-Unis : 688 000 téléspectateurs[66] (première diffusion)

- Formant un double épisode avec l'épisode suivant, lors de leur première diffusion américaine, les deux épisodes ont été regroupés pour former un seul épisode d'une durée de 43 minutes.
- Les motifs inscrits sur la base du temple Sith sont une écriture ancienne conçue par Ralph McQuarrie et qui a également été vue sur le temple Jedi de Lothal[67].
- Les corps pétrifiés qui bordent le champ de bataille de Malachor sont inspirés par les impressions des figures laissées après la dévastation de l'antique Pompéi[67].
- L'ancien sabre laser avec la garde fait référence au sabre de Kylo Ren dans Le Réveil de la Force. Le Réveil de la Force : L'Encyclopédie illustrée (The Force Awakens: The Visual Dictionary) fait allusion à son inclusion en notant que l'arme de Ren est basée sur une conception ancienne qui remonte au Grand Fléau de Malachor[67].
- Le Huitième Frère est un Terrelian Jango Jumper, une espèce d'abord vue dans Star Wars: The Clone Wars[67].

### Épisode 22:La Chute de l'apprentie, deuxième partie
- États-Unis : 30 mars 2016 sur Disney XD[1]
- France : 
  - 24 avril 2016 sur Disney XD[68]
  - 24 septembre 2016 sur France 4

- États-Unis : 688 000 téléspectateurs[66] (première diffusion)

Ahsoka et Kanan combattent les trois inquisiteurs qui les traquent dans le temple Sith, tandis que Maul utilise Ezra dans le but d'ouvrir un holocron Sith qui lui permettra d'accéder au pouvoir de détruire tous ses ennemis. Après avoir aidé les Jedi à se débarrasser des inquisiteurs, Maul se retourne contre eux, combattant Ahsoka et blessant sérieusement Kanan au visage. Après cela, il engagea le combat avec Kanan mais se fit rapidement maîtrisé par ce dernier qui le projeta dans le vide. Dans le chaos, Dark Vador arrive afin de prendre possession de l'holocron Sith pour le compte de l'Empereur. Là, il affronte férocement Ezra tentant de se défendre et Vador détruit son sabre laser. Alors qu'il s'apprêtait à l'achever, Ahsoka intervient, Vador lui disant qu'il était écrit qu'elle se trouverait ici et que leur rencontre, sans cesse repoussée, est enfin venue, Ahsoka étant flattée d'avoir été une source d'anticipation. Il lui dit qu'ils n'ont pas à être des ennemis et que l'Empereur se montrera magnanime si elle leur révélait où se trouvaient les Jedi survivants. Elle lui répond qu'il n'y a plus de Jedi : lui et ses inquisiteurs y avaient bien veillé. Vador, en se tournant vers Ezra, affirme à Ahsoka qu'il fera donc avouer ce jeune enfant par la cruauté. Ahsoka lui dit que pendant un moment, elle a cru savoir qui se cachait derrière ce masque mais que ce n'était pas possible parce que son Maître Jedi n'aurait jamais pu se montrer aussi ignoble que lui. Vador se tourne vers elle en lui affirmant qu'Anakin Skywalker était faible et qu'il l'a donc détruit. Elle lui rétorqua alors qu'elle allait donc venger sa mort aujourd'hui. Le Seigneur Sith se joue d'Ahsoka en lui disant que les Jedi ne cherchent pas à se venger, l'ancienne Padawan d'Anakin lui affirme qu'elle n'est plus une Jedi et elle engage le combat contre le Seigneur Sith. Dark Vador fait chuter Ahsoka du Temple. Pensant l'avoir tuée, il retourne voir Ezra pour récupérer l'holocron. Il attire l'holocron à lui par la Force mais également Ezra qui le tient fermement et Kanan qui tente de retenir Ezra. Alors qu'il s'apprêtait à s'en emparer, Ahsoka arrive par derrière et l'attaque violemment au visage, endommageant gravement son masque. Alors qu'elle s'apprêtait à partir, Ahsoka entendit une voix l'appelant par son prénom, rappelant celle de son Maître et laissant apparaître les yeux de celui qu'il fut autrefois : Anakin Skywalker. Elle est prise au piège entre ses sentiments pour Anakin et sa haine pour Dark Vador et elle finit par lui dire qu'elle ne l'abandonnera pas, pas cette fois-ci. Après avoir fait disparaître le peu de bonté et de compassion en Anakin, Dark Vador reprend le contrôle et lui proclame qu'elle va mourir. Ezra tente d'aider Ahsoka mais elle le repousse grâce à la Force. Avec Kanan, ils arrivent à s'échapper du temple Sith avec l'holocron Sith sans Ahsoka, juste avant qu'il ne se referme, alors que les deux duellistes combattent encore à l'intérieur. De retour sur leur base, les rebelles font le bilan des dégâts.
Hera retrouve Kanan devenu aveugle et Rex constate avec tristesse qu'Ahsoka n'était pas revenue de Malachor.
Maul est ensuite vu à bord d'un vaisseau, en train de prendre la fuite.

## DVD et Blu-ray
Cette deuxième saison de Star Wars Rebels est commercialisée en DVD et disque Blu-ray dès le 30 août 2016 aux États-Unis. En France, seul le coffret DVD est sorti le 12 octobre 2016. Chaque coffret rassemble le double épisode et le reste de la saison. Le coffret DVD contient, pour les bonus, un documentaire nommé Unifier la galaxie : Rebels saison 2 (Connecting the Galaxy: Rebels Season Two) qui dévoile les références cachées, les easter egg et les connexions avec le reste de l'univers Star Wars et 20 reportages intitulés Les Coulisses de Rebels (Rebels Recon) qui furent mis en ligne sur le site officiel après la diffusion de chaque épisode.
Le coffret Blu-ray, légèrement plus riche en contenu, contient un documentaire nommé From Apprentice to Adversary: Vader vs. Ahsoka dans lequel le co-créateur et superviseur de la réalisation Dave Filoni revient sur le combat entre le Sith Dark Vador et l'ancienne apprentie Jedi Ahsoka Tano, ainsi que tous les bonus du DVD.